# Spirobolus elevatus
Spirobolus elevatus är en mångfotingart som beskrevs av Pocock 1893. Spirobolus elevatus ingår i släktet Spirobolus och familjen Spirobolidae. Inga underarter finns listade i Catalogue of Life.